# Dreama Walker
Dreama Elyse Walker (Tampa (Florida), 20 juni 1986) is een Amerikaanse actrice.

## Biografie
Walker werd geboren in Tampa (Florida), waar zij in 2004 haar high schooldiploma behaalde. Walker is in 2015 getrouwd, en heeft uit dit huwelijk twee dochters. 

## Filmografie

### Films
Uitgezonderd korte films.
- 2021: Pooling to Paradise - als Kara
- 2019: Once Upon a Time... in Hollywood - als Connie Stevens
- 2015: Paperback - als Emily
- 2015: Don't Worry Baby - als Sara-Beth
- 2015: Cocked - als Tabby
- 2014: The Grim Sleeper - als Christine Pelisek
- 2014: Date and Switch - als Nicole
- 2013: Chlorine – als Suzi
- 2012: Vamperifica – als Tracey
- 2012: The Discoverers – als Abigail
- 2012: The Kitchen – als Penny
- 2012: Compliance – als Becky
- 2011: The Pill – als Rose
- 2009: The Invention of Lying – als receptioniste
- 2008: Gran Torino – als Ashley Kowalski
- 2008: The End of Steve – als Melinda
- 2008: Wherever You Are – als Meghan Bernstein
- 2008: Sex and the City – als serveerster op Upper East Side
- 2007: Goodbye Baby – als Kelsy

### Televisieseries
Uitgezonderd eenmalige gastrollen.
- 2017-2019: American Dad! - als diverse stemmen - 5 afl.
- 2018: Brockmire - als Whitney - 4 afl.
- 2017: Doubt - als Tiffany Simon - 13 afl.
- 2009-2013: The Good Wife – als Becca - 8 afl.
- 2012-2013: Don't Trust the B---- in Apartment 23 – als June Colburn – 26 afl.
- 2010: Seven Deadly Sins – als Harper Grace – 2 afl.
- 2008-2009: Gossip Girl – als Hazel Williams – 14 afl.
- 2007: Guiding Light – als Janie Walker – 2 afl.

- Bibliothèque nationale de France: cb166722742 (data)
- International Standard Name Identifier: 0000 0004 3292 0549
- Library of Congress Control Number: no2014007980
- Nationale Bibliotheek van Israël: 987007430347105171
- Système universitaire de documentation: 16730898X
- Virtual International Authority File: 296186865
- WorldCat: E39PBJxWVtkF6GV9yk8HMtY3wC